# Kraftwerk Luhansk
Das Kraftwerk Luhansk ist ein Kohlekraftwerk in Schtschastja, Oblast Luhansk, Ukraine. Es ist im Besitz von DTEK und wird auch von DTEK betrieben.

## Kraftwerksblöcke
Das Kraftwerk besteht aus insgesamt sechs Blöcken, die von 1962 bis 1969 in Betrieb gingen. Die folgende Tabelle gibt einen Überblick:
| Block | Max. Leistung (MW) | Betriebsbeginn | Turbine | Generator | Dampfkessel | Status     |
| ----- | ------------------ | -------------- | ------- | --------- | ----------- | ---------- |
| 1     | 200                | 1963           | LMZ     |           | Taganrog    | in Betrieb |
| 2     | 175                | 1962           | LMZ     |           | Taganrog    | in Betrieb |
| 3     | 200                | 1963           | LMZ     |           | Taganrog    | in Betrieb |
| 4     | 175                | 1968           | LMZ     |           | Taganrog    | in Betrieb |
| 5     | 200                | 1968           | LMZ     |           | Taganrog    | in Betrieb |
| 6     | 200                | 1969           | LMZ     |           | Taganrog    | in Betrieb |